# Музей нафти
Музей нафти — відкритий у Плоєшті (Румунія), навесні 1957 р. коли у Румунії святкували сторіччя національної нафтової промисловості. Того ж року уряд країни ухвалив рішення про відкриття у Плоєшті — колисці румунської нафтової промисловості — Республіканського музею нафти. Цим же рішенням було поставлено завдання поєднати функції науково-дослідної організації у галузі історії нафтової промисловості та культурно-просвітницького закладу, який пропагував би історію нафтової галузі та техніки. Святкове відкриття музею відбулося 8 жовтня 1961 р. у День нафтовика.
Експозиція Музею нафти у Плоєшті розміщена на площі 1700 м² і включає у себе справжні історичні матеріали, унікальні пам'ятки нафтової науки ті техніки, діючі макети та моделі, демонстраційні установки та художні діорами, різноманітні аудіовізаульні засоби.
Всього у Музеї нафти зібрані 11 тисяч експонатів, 10 тис. з яких запропоновані внести в список національного культурного надбання. Всілякі бурильні пристрої, грязьові насоси, гідравлічні запобіжники, деякі — столітньої давності, геологічні карти, унікальні фотографії. Одним з найцінніших експонатів є унікальний циліндр 1870 року для збору нафти, що скупчилася на землі у свердловин. У музеї представлена і перша в світі книга про нафту, «Петролеул», написана румуном Куку Старостеску і видана в 1881 році. У 1861 році в районі Плоешть була пущена перша механічна бурова, а з 1870 року можна говорити вже про існування в Румунії нафтової промисловості, що використовує механічні засоби.